# Jeremy Bobb
Jeremy Bobb (ur. 13 maja 1981 w Dublinie) – amerykański aktor teatralny, telewizyjny i filmowy.

## Życiorys
W 2003 ukończył studia na Otterbein University z tytułem zawodowym Bachelor of Fine Arts. Jako aktor teatralny grał m.in. w inscenizacji Ryszarda III, w której w tytułową postać wcielił się Kevin Spacey. Występował na Broadwayu w przedstawieniach Translations (2007) i Is He Dead? (2007–2008), a także w produkcjach off-broadwayowskich.
W filmie debiutował w 2005 niewielką rolą w serialu Prawo i porządek, wystąpił również m.in. w kilku odcinkach drugiego sezonu House of Cards. Rozpoznawalność przyniosła mu jedna z głównych ról w serialu The Knick. Zagrał w nim Hermana Barrowa, skorumpowanego administratora tytułowego szpitala. Produkcja otrzymała pozytywne recenzje, liczne nominacje i nagrody, w tym Satelitę dla najlepszej obsady serialu.

## Filmografia
- 2005: Prawo i porządek (serial TV)
- 2010: Jack, jakiego nie znacie (film TV)
- 2013: Hostages: Zakładnicy (serial TV)
- 2013: Wilk z Wall Street
- 2014: House of Cards (serial TV)
- 2014: Brudny szmal
- 2014: The Knick (serial TV)
- 2015: Gotham (serial TV)[5]